# Taeniacara candidi
Taeniacara candidi Myers, 1935, unica specie del genere Taeniacara, è un pesce d'acqua dolce appartenente alla famiglia Cichlidae.

## Etimologia
Il nome del genere è l'unione delle parole taenia (dal latino, striscia) + kara (dal greco, faccia), faccia con striscia, indicante la particolare livrea.

## Distribuzione e habitat
Questa specie è diffusa nel bacino idrografico del Rio Negro, del Rio delle Amazzoni e del Tapajós. Abita acque acide.

## Descrizione
Questo piccolo pesce ha una forma insolita per un ciclide: infatti presenta un corpo sottile e allungato, poco compresso ai fianchi, con testa minuta e arrotondata, occhi grandi. Le pinne sono molto sviluppate nel maschio: la caudale è lanceolata, ampia, terminante a punta; la dorsale è alta e lunga, la pinna anale è ovaloide, col vertice appuntito, le ventrali lunghe e sottili. La femmina ha pinne più arrotondate. La livrea è estremamente interessante: su un colore di fondo giallo ocra, più scuro sul dorso, chiazzato di bruno, e chiaro, quasi rosato sul ventre, si staglia una grossa linea nera orizzontale che dal muso attraversa l'occhio e giunge fino alla radice della pinna caudale. La testa è screziata di riflessi metallici. La colorazione delle pinne è varia, dipende dalle varie popolazioni ed è un carattere genetico variabile: tendenzialmente la pinna dorsale è giallo-rosata, orlata di rosso vivo, le pinne ventrali sono azzurro vivo o rosso-violaceo, con i vertici giallo vivo; l'anale è giallo-rossa, orlata di nero all'apice, mentre la parte finale è azzurrina screziata di chiaro o di nero, la pinna caudale presenta la parte superiore rosso vivo, screziata di giallo, la parte centrale rossastra, violacea o azzurrina screziata di nero, la parte inferiore rossastra, violetta, azzurrina o giallastra. Le pettorali, arrotondate, sono trasparenti. Le femmine presentano livrea simile a quella del maschio, ma con pinne trasparenti, anche se alcune hanno pinne rossastre e gialle.

Le dimensioni sono minute: i maschi raggiungono i 5–6 cm (di cui 1,5 cm di coda), le femmine si attestano a 3-3,5 cm.

## Riproduzione
Nel periodo riproduttivo i maschi si sfidano per il predominio sulle femmine. Dopo una danza di corteggiamento, i riproduttori si isolano in una cavità tra le rocce dove avviene la deposizione e la fecondazione delle uova, piccole, circa 50 per ogni accoppiamento. La femmina si prende cura delle uova e gli avannotti. Una volta schiuse le uova e nati gli avannotti la femmina provvede a farli aderire alle pareti del nido mediante una secrezione adesiva: i piccoli rimarranno lì fino alla consumazione del sacco vitellino, oltre una settimana. Trascorsi questi giorni, i giovani esemplari sono capaci di nuotare in modo indipendente, e sono vegliati a vista dalla madre, che avrà cura di portarli in acque aperte intorno al nido per farli cacciare.

## Acquariofilia
Uno dei più piccoli ciclidi nani esistente in commercio: le sue dimensioni minute, la splendida livrea e l'interessante comportamento, sommati alla capacità di vivere in acquari di comunitò hanno decretato la sua fortuna tra gli acquariofili appassionati, sebbene non sia alla portata di tutti riprodurli in acquario.	

Per riprodurre le acque acide in cui vive, è possibile inserire in acquario alcune foglie di quercia.